# Afonso Cruz
Afonso Cruz (Figuera da Foz, Coimbra kerület, 1971. –) portugál író, animációsfilm-rendező, illusztrátor és zenész.

## Munkássága
Tanulmányait az António Arroio Művészeti Iskolában, a Lisszaboni Egyetem vizuális művészetekkel foglalkozó karán valamint a Madeirai Vizuális Művészetek Intézetében végezte.
2008-ban jelent meg első regénye, a Carne de Deus – Aventuras de Conrado Fortes e Lola Benites (Isten húsa – Conrado Fortes és Lola Benites kalandjai). 2012-es regényéért, a magyarul is kiadott Kokoschka babájáért megkapta az Európai Unió Irodalmi Díját. Ezt a művet választotta az év portugál regényének a Time Out Lisszabon magazin, és a Público nevű portugál újság olvasói is ezt választották az év regényének.
A bluesos, swinges dalokat játszó The Soaked Lamb nevű zenekarban gitározik, bendzsózik, ukulelézik, illetve olykor énekel is.

## Magyarul megjelent művei
- Kokoschka babája; ford. Bense Mónika; Typotex, Bp., 2014 (Typotex világirodalom)
- Virágok; ford. Bense Mónika; Typotex, Bp., 2017 (Typotex világirodalom)
- Kokoschka babája; ford. Bense Mónika; 2. jav. kiad.; Typotex, Bp., 2017 (Typotex világirodalom)
- Festő a mosogató alatt; ford. Király Szabolcs; Typotex, Bp., 2019 (Typotex világirodalom)
- Időtlen napló; ford. Borbáth Péter; Csimota, Bp., 2020